# Petr Jiráček
Petr Jiráček (Tuchořice, 1986. március 2. –) cseh válogatott labdarúgó, jelenleg az FC Zlín játékosa. Posztját tekintve középpályás.

## Pályafutása

### Klubcsapatban
Jiráček 100 mérkőzésen lépett pályára a Viktoria Plzeňben 2008 és 2011 között. 2011 decemberében Jiráček négy és fél éves szerződést kötött a német Bundesligában szereplő VfL Wolfsburggal.

### A válogatottban
2011 szeptemberében debütált a válogatottban, első gólját Montenegró ellen szerezte a 2012-es Európa-bajnokság pótselejtezőjén, melyet végül az ő góljával 1–0-ra nyertek.
A 2012-es labdarúgó-Európa-bajnokság A csoportjában két gólt lőtt.

## Góljai a válogatottban
| #  | Dátum            | Stadion                   | Helyszín      | Gólja | Végeredmény | Kiírás                             |
| -- | ---------------- | ------------------------- | ------------- | ----- | ----------- | ---------------------------------- |
| 1. | 2011 november 15 | Városi Stadion, Podgorica | Montenegró    | 1–0   | 1–0         | 2012-es Eb-selejtező               |
| 2. | 2012 június 12   | Stadion Miejski, Wrocław  | Görögország   | 1–0   | 2–1         | 2012-es labdarúgó-Európa-bajnokság |
| 3. | 2012 június 16   | Stadion Miejski, Wrocław  | Lengyelország | 1–0   | 1–0         | 2012-es labdarúgó-Európa-bajnokság |